# Matt Weston
Matt Weston, né le 2 mars 1997, est un skeletoneur britannique qui a débuté à la compétition en 2017.

## Palmarès

### Championnats monde
- : médaillé d'or aux championnats du monde de 2023 et 2025.
- : médaillé d'argent aux championnats du monde de 2024.
- : médaillé d'argent en équipe mixte aux championnats du monde de 2023, 2024 et 2025.

### Coupe du monde
- 2 globes de cristal en individuel : 
  - Vainqueur du classement général en 2024 et 2025.
- 20 podiums individuel : 9 victoires, 5 deuxièmes places et 6 troisièmes places.
- 1 podium mixte : 1 troisième place.

#### Détails des victoires en Coupe du monde
| Édition   | Piste                                 | Total |
| 2021-2022 | Igls                                  | 1     |
| 2022-2023 | Lake Placid Altenberg x2 Igls Sigulda | 5     |
| 2023-2024 | Igls Winterberg Saint-Moritz          | 3     |

### Championnats d'Europe de skeleton
- : médaillé d'or en 2023.